# Aponi
Aponi est un prénom féminin.

## Sens et origine du prénom
- Prénom féminin amérindien[1].
- Prénom qui signifie "papillon".

## Prénom de personnes célèbres et fréquence
- Prénom aujourd'hui peu usité aux États-Unis [2].